# Walther Kleemann
Walther Kleemann (* 17. November 1875 in Mauderode, Kreis Nordhausen; † 18. Februar 1923 in Berlin-Zehlendorf) war ein preußischer Verwaltungsjurist und Landrat.

## Leben
Kleemann studierte Rechtswissenschaften und promovierte. 1904 schloss er erfolgreich Prüfung für höhere Verwaltungsbeamte als Regierungsreferendar in Erfurt ab. 1911 bis 1919 wirkte er als Landrat im Kreis Thorn. Von 1919 bis 1923 war Kleemann als Landrat im Kreis Deutsch Krone tätig.